# 이재항 (1983년)
이재항(1983년 6월 17일 ~ )은 대한민국의 전직 스타크래프트 프로게이머이다.

## 개요
2000년 IS(현 화승 OZ)에 입단하며 프로게이머 생활을 시작했다.
2001년 당시 팀의 개인매니저였던 송호창이 SG패밀리로 독립하면서 팀을 옮겼다.
2005년 6월 코칭스태프와의 불화로 인해 팬택앤큐리텔 큐리어스(현 위메이드 폭스)에서 방출되었고, 이후 이네이쳐 탑(현 eSTRO)팀에 입단하였지만, 2006년 4월 친정팀인 팬택 EX(현 위메이드 폭스)로 복귀하였다.
2006년 8월 29일 팬택 EX와의 연봉 협상 결렬로 인해 팀을 나감과 동시에 은퇴하였다.
2008년, 팀 동료였던 심소명과 함께 남인천방송에서 진행 중인 '콜로세움'이라는 아마추어 스타크래프트 리그의 해설자로 활동하기도 하였다.
2010년 9월 스타크래프트2 게이머로 잠시 활동하였다가 한달 뒤에 다시 은퇴하였다.

## 수상 경력
- 2000년 3월 SK TTL 게임스쿨 우승
- 2000년 3월 현대증권 Buykorea 펀드배 우승
- 2001년 11월 온게임넷 2001 Sky 스타리그 16강
- 2001년 11월 온게임넷 라이벌리벤지 윈
- 2000년 8월 전국투어 itough 인천지역 1위
- 2003년 10월 TG삼보 MSL 2003 16강 (기권)
- 2003년 4월 벼룩시장 FindAll배 GhemTV 챌린저 오픈 4위
- 2005년 1월 스카이 프로리그 2004 통합 개인전 다승왕